# Thiago Santos (futebolista)
Thiago dos Santos, mais conhecido como Thiago Santos, (Curitiba, 5 de setembro de 1989) é um futebolista brasileiro que atua como volante ou zagueiro. Atualmente, joga pelo Fluminense.

## Carreira
Thiago começou sua carreira em 2008, nas categorias de base do Prudentópolis, do Paraná, onde ficou até 2011, quando se mudou para o URT para disputar o campeonato mineiro, em 2011. Passou ainda por alguns clubes de Minas, tais como Nacional, Araxá e Ipatinga, ate se transferir para o Linense, de São Paulo.

### América Mineiro
Em 2014, foi contratado pelo América Mineiro para a disputa da Série B, onde foi o maior ladrão de bolas do campeonato, com 74 desarmes.

### Palmeiras
Em agosto de 2015, Thiago Santos foi vendido ao Palmeiras, após lesão do volante alviverde Gabriel, já que o elenco precisava de um volante com as mesmas características de ladrão de bola, sendo a 25.ª aquisição do Palmeiras na temporada.
Fez sua estreia pelo clube numa partida contra o Joinville, entrando no lugar do atacante Gabriel Jesus, na segunda etapa da partida válida pela 21.º rodada do Campeonato Brasileiro. Thiago logo assumiu a titularidade no elenco, fazendo boas partidas ao lado de seu companheiro Arouca, agradando o até então técnico Marcelo Oliveira.
No ano seguinte, participou ativamente da conquista do eneacampeonato brasileiro do alviverde. Constantemente revezava a titularidade com Cleiton Xavier, dependendo da opção do técnico Cuca por uma maior proteção aos meio campistas Moisés e Tchê Tchê, caso em que era frequentemente utilizado.
Em 2017, no entanto, passou a frequentar muito mais o banco de reservas, entrando por muitas vezes em partidas que exigissem uma maior consistência defensiva, normalmente com o Verdão à frente do placar.
No dia 10 de fevereiro de 2018, completou seu 100.º jogo pelo Palmeiras, em uma vitória por 2–0 sobre o Mirassol, válida pelo Campeonato Paulista.

### Dallas
Em dezembro de 2019, o Palmeiras anunciou a venda de Thiago Santos para o FC Dallas, por 1 milhão de dólares.

### Grêmio
Acertou com Grêmio por três temporadas, sendo anunciado no dia 31 de março de 2021.

### Fluminense
Foi anunciado como reforço do Fluminense no dia 31 de março de 2023.

## Títulos
Palmeiras
- Campeonato Brasileiro: 2016 e 2018

Grêmio
- Campeonato Gaúcho: 2021, 2022 e 2023[8]
- Recopa Gaúcha: 2021, 2022 e 2023

Fluminense
- Copa Libertadores da América: 2023
- Recopa Sul-Americana: 2024